# ITA National Intercollegiate Indoor Championships 2004
Im Jahr 2004 wurden zum 26. Mal im Rahmen der ITA National Intercollegiate Indoor Championships die Hallenmeister des College Tennis im Einzel und Doppel ermittelt. Gespielt wurde vom 4. bis zum 7. November auf dem Campus der University of Michigan in Ann Arbor.

## Herreneinzel

### Setzliste
| Nr. | Spieler            | Erreichte Runde |
| --- | ------------------ | --------------- |
| 1.  | Cătălin-Ionuț Gârd | Achtelfinale    |
| 2.  | Sam Warburg        | Halbfinale      |
| 3.  | Jesse Witten       | Finale          |
| 4.  | Pedro Rico García  | Achtelfinale    |

| Nr.   | Spieler            | Erreichte Runde |
| ----- | ------------------ | --------------- |
| 5.–8. | Ken Skupski        | 1. Runde        |
| 5.–8. | Sven Swinnen       | Achtelfinale    |
| 5.–8. | Izak van der Merwe | Halbfinale      |
| 5.–8. | Pierrick Ysern     | Viertelfinale   |

## Herrendoppel
| Nr.   | Paarung                         | Erreichte Runde |
| ----- | ------------------------------- | --------------- |
| 1.    | Scott Green Ross Wilson         | Sieg            |
| 2.    | KC Corkery Sam Warburg          | Finale          |
| 3.–4. | David Kowalski Ryan Stotland    | 1. Runde        |
| 3.–4. | Ludovic Walter Jason Zimmermann | 1. Runde        |

## Dameneinzel
| Nr. | Spieler         | Erreichte Runde |
| --- | --------------- | --------------- |
| 1.  | Audra Cohen     | Achtelfinale    |
| 2.  | Cristelle Grier | Viertelfinale   |
| 3.  | Megan Bradley   | Sieg            |
| 4.  | Julie Coin      | Halbfinale      |

| Nr.   | Spieler         | Erreichte Runde |
| ----- | --------------- | --------------- |
| 5.–8. | Zsuzsanna Babos | Finale          |
| 5.–8. | Alice Barnes    | 1. Runde        |
| 5.–8. | Dianne Hollands | 1. Runde        |
| 5.–8. | Jennifer Magley | 1. Runde        |

## Damendoppel
| Nr.   | Paarung                             | Erreichte Runde |
| ----- | ----------------------------------- | --------------- |
| 1.    | Whitney Benik Lolita Frangulyan     | 1. Runde        |
| 2.    | Catrina Thompson Christian Thompson | Halbfinale      |
| 3.–4. | Jennifer Magley Zerene Reyes        | Viertelfinale   |
| 3.–4. | Maja Mlakar Dianne Hollands         | 1. Runde        |